# Aalesunds FK
Maillots
L'Aalesunds Fotballklubb est un club norvégien de football basé à Ålesund.

## Historique
L'Aalesunds Fotballklubb est fondé en 1914.
Le club évolue pour la première fois en première division lors du championnat de Norvège 2003. Ses meilleures performances au niveau national sont une victoire en Coupe de Norvège en 2009 puis en 2011.

## Bilan sportif

### Palmarès
| Compétitions nationales | Compétitions internationales |
| - Championnat de Norvège de deuxième division : - Champion : 2019 - Vice-champion : 2002, 2004, 2006 - Championnat de Norvège de troisième division : - Champion : 1994 (groupe 5), 1999 (groupe 6), 2000 (groupe 6) - Coupe de Norvège : - Vainqueur : 2009 et 2011 - Supercoupe de Norvège : - Finaliste : 2010 | - Néant                      |

### Bilan européen
Le club connaît sa première participation en Coupe d'Europe lors de la Ligue Europa 2010-2011.
La saison suivante l'Aalesunds FK se qualifie via le Prix du fair play UEFA pour le premier tour de qualification de la Ligue Europa 2011-2012.
Pour la saison 2012-2013, Aalesunds ayant gagné la Coupe de Norvège en 2011, est qualifié pour le second tour de qualification de la Ligue Europa 2012-2013.
Note : dans les résultats ci-dessous, le score du club est toujours donné en premier
| Saison    | Compétition  | Tour             | Club           | Domicile | Extérieur | Total |
| --------- | ------------ | ---------------- | -------------- | -------- | --------- | ----- |
| 2010-2011 | Ligue Europa | Troisième tour Q | Motherwell FC  | 1 - 1    | 0 - 3     | 1 - 4 |
| 2011-2012 | Ligue Europa | Premier tour Q   | Neath FC       | 4 - 1    | 2 - 0     | 6 - 1 |
| 2011-2012 | Ligue Europa | Deuxième tour Q  | Ferencváros TC | 3 - 1 ap | 1 - 2     | 4 - 3 |
| 2011-2012 | Ligue Europa | Troisième tour Q | Motherwell FC  | 4 - 0    | 1 - 1     | 5 - 1 |
| 2011-2012 | Ligue Europa | Barrages Q       | AZ Alkmaar     | 2 - 1    | 0 - 6     | 2 - 7 |
| 2012-2013 | Ligue Europa | Deuxième tour Q  | KF Tirana      | 5 - 0    | 1 - 1     | 6 - 1 |
| 2012-2013 | Ligue Europa | Troisième tour Q | APOEL Nicosie  | 0 - 1    | 1 - 2     | 1 - 3 |

Légende
- Victoire ou qualification pour le tour suivant
- Match nul
- Défaite ou élimination de la compétition

## Personnalités du club

### Entraîneurs
Le tableau suivant présente la liste des entraîneurs du club depuis 1970.
| Rang | Nom         | Période   |
| ---- | ----------- | --------- |
| 1    | Knut Osnes  | 1970-1971 |
| 2    | ?           | 1971-1978 |
| 3    | Bobby Gould | 1978      |
| 4    | ?           | 1978-1989 |
| 5    | Egil Olsen  | 1989      |

| Rang | Nom                 | Période   |
| ---- | ------------------- | --------- |
| 6    | ?                   | 1989-19?? |
| 7    | Eivind Syversen     | 19??–93   |
| 8    | Knut Torbjørn Eggen | 1994-1996 |
| 9    | Bård Wiggen         | 1997-1999 |
| 10   | Geir Hansen         | 2000      |

| Rang | Nom                 | Période   |
| ---- | ------------------- | --------- |
| 11   | Ivar Morten Normark | 2002-2005 |
| 12   | Per Joar Hansen     | 2006-2007 |
| 13   | Sören Åkeby         | 2008      |
| 14   | Kjetil Rekdal       | 2008-2012 |
| 15   | Jan Jönsson         | 2013-2014 |

| Rang | Nom              | Période |
| ---- | ---------------- | ------- |
| 16   | Harald Aabrekk   | 2015    |
| 17   | Trond Fredriksen | 2015-   |

### Joueurs emblématiques
- Karl Oskar Fjørtoft
- Jonathan Parr
- Bjørn Helge Riise
- John Arne Riise
- Jeffrey Aubynn
- Anders Lindegaard
- Abderrazak Hamed-Allah

### Out on loan
| N° | Nat.               | Poste | Nom du joueur                                  |
| -- | ------------------ | ----- | ---------------------------------------------- |
| 17 | Drapeau du Sénégal | A     | Mamadou Diaw (at Bryne until 31 December 2023) |